# 2017年航空
此條目列出2017年發生有關航空運輸的事件。

## 事件

### 1月
- 1月12日：伊朗自從2015年參與了聯合全面行動計劃後首次有空中巴士A321客機從法國圖盧茲飛抵伊朗德黑蘭，作為100架伊朗購入空中巴士飛機的首架交付客機。在此之前，由於1979年伊朗伊斯蘭革命，伊朗遭到西方國家制裁而無法購入客機。
- 1月16日：發生土耳其航空6491號班機空難，機上4人全部罹難，地面也有33人死亡。
- 1月27日：美國總統唐納德特朗普簽署第13769號行政命令（又稱特朗普旅行禁令）並同步生效，禁止7個位於非洲及中東以伊斯蘭教為主的人民入境美國，一度在美國各地機場引發示威抗議活動。

### 2月
- 2月14日：阿蓋爾國際機場啟用。

### 3月
- 3月12日：北蘇拉威西省米昂阿斯機場啟用。
- 3月31日：吉林省白城市白城長安機場啟用。

### 4月
- 4月9日：發生聯航快運3411號班機事件，美籍華裔越南人杜成德在美國聯合航空超賣機票後遭到野蠻拖下飛機。
- 4月27日：檀香山國際機場改名為丹尼爾·井上國際機場。

### 5月
- 5月5日：上海浦東國際機場首先進行中國商飛C919試飛，超過3000人到場觀看。
- 5月24日：發生中國東方航空765號班機事故，沒有人受傷。
- 5月26日：雲南省普洱市瀾滄景邁機場啟用。
- 5月28日：江西省上饒市上饒三清山機場啟用。
- 5月31日：河北省承德市承德普寧機場啟用。

### 6月
- 6月2日：內蒙古自治區霍林郭勒市霍林郭勒霍林河機場啟用。
- 6月7日：發生2017年緬甸空軍運8空難，導致機上122人全部罹難。
- 6月10日：發生2017年凌天航空直升機事故，導致機上3人死亡。
- 6月11日：發生中國東方航空736號班機事故，沒有人受傷。
- 6月28日：湖南省邵陽市邵陽武岡機場啟用。

### 7月
- 7月7日：發生加拿大航空759號班機降落失誤事件，沒人受傷。
- 7月10日：發生2017年美國海軍陸戰隊KC-130空難，機上16人全部罹難。
- 7月15日：因第二次利比亞內戰而從2014年開始關閉的貝尼納國際機場重開。

### 8月
- 8月1日：新疆維吾爾自治區喀什地區莎車葉爾羌機場啟用。
- 8月31日：湖北省武漢市武漢天河國際機場3號航站樓啟用。

### 9月
- 9月30日：發生法國航空66號班機事故，沒有人受傷。

### 10月
- 10月4日：聖赫勒拿機場正式啟用。
- 10月19日：空中巴士A330neo進行首飛。
- 10月27日：柏林航空倒閉停運。
- 10月29日：黑龍江省佳木斯市富錦市建三江濕地機場啟用，吉林省松原市松原查干湖機場啟用。
- 10月31日：貴州省遵義市遵義茅台機場啟用。

### 11月
- 11月11日：海島航空停運。

### 12月
- 12月1日：羅斯托夫州普拉托夫國際機場（英语：Platov International Airport）啟用。
- 12月7日：布萊斯·狄亞尼國際機場啟用，取代原有的達喀爾-約夫-利奧波德·塞達爾·桑戈爾國際機場。
- 12月13日：發生西風航空280號班機空難，導致1人死亡24人受傷。
- 12月26日：內蒙古自治區呼倫貝爾市新巴爾虎右旗寶格德機場（英语：Xinbarag Youqi Baogede Airport）啟用。